# Sacciolepis clatrata
Sacciolepis clatrata là một loài thực vật có hoa trong họ Hòa thảo. Loài này được Mimeur miêu tả khoa học đầu tiên năm 1949.